# Julius Spengel
Julius Heinrich Spengel, född den 12 juni 1853 i Hamburg, död där den 17 april 1936, var en tysk musiker.
Spengel var efter studieår i Berlin från 1872 verksam i sin hemstad som pianist och pianolärare och som komponist och ledare av Cäcilia-Verein, om vars a cappellasång Spengel inlade mycken förtjänst. Hans kompositioner är en symfoni, pianokvartett, sånger och körstycken.